# Ferlo (fiume)
Il Ferlo (noto anche come Bounoum) è un fiume dell'Africa occidentale (Senegal), tributario di sinistra del fiume Senegal).
Ha origine da alcuni modestissimi rilievi nella parte orientale del Senegal, scorrendo poi con direzione mediamente nordoccidentale. Il suo bacino idrografico si estende su una vasta area nella parte centrale del Senegal (alla quale ha per estensione dato il nome (Ferlo), caratterizzata da topografia prevalentemente piatta e monotona e clima tropicale semiarido, con una corta stagione piovosa estiva e una lunga stagione secca caratterizzata dall'influsso di masse d'aria continentali (harmattan).
A causa del clima arido del suo bacino, il Ferlo ha una portata d'acqua apprezzabile solo durante la stagione delle piogge, al culmine della quale può arrivare ad alimentare con le sue acque il lago di Guiers, le cui acque raggiungono poi il fiume Senegal. Per la restante parte dell'anno, che corrisponde ai mesi invernali e primaverili, il Ferlo va completamente in secca.